# Polentagraben
De Polentagraben ("polentagreppel") is de Duitstalige naam voor een denkbeeldige grens in Zwitserland tussen de Italiaanstalige gebieden in de kantons Ticino (Duits:Tessin) en Graubünden (Grigioni) en de rest van Zwitserland, met betrekking tot taal en cultuur. De verschillen tussen Italiaans-Zwitserland en de Duitstalige gebieden zijn over het algemeen groter dan de verschillen met de Franstalige gebieden. De Italiaanse kantons scharen zich in veel kwesties dan ook aan de zijde van Romandië (Franstalig-Zwitserland).

## Naamgeving
De Polentagraben is genoemd naar het maïsgerecht dat in Ticino veel wordt gegeten (polenta) en het Duitse woord voor greppel. Men spreekt echter ook wel van de Spaghettiberg, genoemd naar de Italiaanse spaghetti. De naam Polentagraben is echter in Zwitserland nauwelijks bekend en wordt slechts gebruikt door journalisten van boulevardbladen om de tegenstellingen tussen Italiaans-Zwitserland aan de ene kant en de Duitstalige, Franstalige en Reto-Romaans-talige gebieden aan de andere kant te benadrukken. De meeste burgers gebruiken dit begrip niet en het is derhalve ook niet officieel.

## Röstigraben
Het begrip Polentagraben is geïnspireerd op de eveneens denkbeeldige Röstigraben, een veel duidelijker aanwezige grens tussen het Duitstalige en Franstalige cultuurgebied in Zwitserland.